# Ruisseau de l'Argain
Le ruisseau de l'Argain est un ruisseau français qui coule en région Occitanie, dans les départements de la Haute-Garonne et de l'Ariège. C'est un affluent direct de l'Arize en rive gauche et un sous-affluent de la Garonne.

## Géographie
Selon le Sandre, le ruisseau de l'Argain prend sa source vers 480 mètres d'altitude dans la Haute-Garonne, au sud de la commune de Montesquieu-Volvestre, au lieu-dit Esquine d'Ase.
Prenant la direction du nord puis celle de l'est, il sert de limite sur environ quatre kilomètres entre la Haute-Garonne au sud (communes de Montesquieu-Volvestre et Montbrun-Bocage) et l'Ariège au nord (communes de Fornex et La Bastide-de-Besplas). 
Les deux derniers kilomètres de son cours s'effectuent en Ariège. Il conflue en rive gauche de l'Arize, vers 240 mètres d'altitude, sur la commune de Daumazan-sur-Arize, face au lieu-dit Lacanal.
Le ruisseau de l'Argain est long de 11,8 kilomètres.

### Affluents
Le ruisseau de l'Argain comporte sept affluents répertoriés par le Sandre, le plus long avec 6 kilomètres étant le ruisseau de Paris en rive gauche.

### Départements et communes traversés
En région Occitanie, le ruisseau de l'Argain arrose deux départements et cinq communes,. 
- Haute-Garonne
  - Montesquieu-Volvestre (source)
  - Montbrun-Bocage

- Ariège
  - Fornex
  - La Bastide-de-Besplas
  - Daumazan-sur-Arize (confluence)